# Tadeusz Oksza-Orzechowski
Tadeusz Orzechowski h. Oksza (ur. 9 listopada 1838 w Buszy, zm. 2 października 1902 w Zurychu) – polski działacz polityczny, lekarz, organizator międzynarodowych przedsięwzięć technicznych.

## Młodość
Urodził się w rodzinie właściciela ziemskiego Karola i Heleny z Dwernickich. Po ukończeniu szkoły średniej w Odessie, zapisał się na medycynę na Uniwersytecie Kijowskim (1854-59). Po studiach wyjechał do Paryża, gdzie nawiązał kontakty z polskimi kołami emigracyjnymi. Po wybuchu powstania styczniowego pełnił funkcję agenta Prowincjonalnego Komitetu Rusi w Odessie. Następnie wysłany przez Romualda Traugutta do Paryża z notyfikacją o zmianie rządu powstańczego. 

## Działalność polityczna
Po powrocie do Warszawy uzyskał nominację na agenta Rządu Narodowego w Stambule. Po upadku powstania podjął tam praktykę lekarską, zdobywając sobie uznanie w czasie epidemii cholery w 1865. W 1867 na zlecenie Mehmeda Ali Paszy wyjechał do Paryża, gdzie miał przygotować wizytę sułtana Abdülaziza. Uczestniczył w negocjacjach francuskiej pożyczki dla Porty oraz dostawy parowców i sprzętu wojskowego. W latach 1867–71 stał na czele Politycznego Biura Korespondencyjnego finansowanego przez MSZ Turcji. Biuro posiadające agentów w wielu stolicach europejskich pełniło funkcje wywiadowcze z prasowo-propagandowymi. Z punktu widzenia polskiego interesu przygotowywać miało udział Turcji w koalicji austro-francuskiej, zwróconej przeciw Rosji. Utrzymywał kontakty zarówno z Hotelem Lambert jak i z demokratami; w Galicji z Agenorem Gołuchowskim i Adamem Sapiehą. W 1869 negocjował w Rzymie sprawę prawnego uregulowania statusu duchowieństwa katolickiego na Bliskim Wschodzie (za co otrzymał order Piusa IX). W trakcie wojny francusko-pruskiej 1870 usiłował zmobilizować Galicję do wystąpienia zbrojnego przeciw Rosji. Po zlikwidowaniu Biura Korespondencyjnego kupił zamek Kefikon w Szwajcarii, a także majątek Radziszów i  Pałac Sanguszków w Krakowie, co umożliwiło mu dostanie paszportu austriackiego. W 1877 wszedł w Wiedniu w skład tajnego Rządu Narodowego, który miał przygotować kraj do wojny europejskiej. W 1880 przeniósł się do Paryża, gdzie w 1882 wszedł do kolejnej konspiracji, obliczonej na rychły wybuch wojny austriacko-rosyjskiej, do czego w końcu nie doszło.

## Działalność gospodarcza
Po wyprzedaniu dóbr w Galicji ok. 1882 kupił majątek Château de Parenchère okolicy Sainte-Foy-la-Grande. W tym roku uzyskał koncesję na ułożenie podmorskiego kabla telegraficznego pomiędzy Kadyksem a Wyspami Kanaryjskimi. W 1885 uzyskał od rządu portugalskiego koncesję na zaprowadzenie łączności telegraficznej z koloniami portugalskimi na zachodnich wybrzeżach Afryki i Kapsztadem. Kabel ułożony przez Brytyjczyków, którym Orzechowski sprzedał licencję liczył 16,5 tys. km i był wówczas najdłuższym na świecie.

## Rodzina
Jego brat Julian był właścicielem  Buszy i Trościańca na Podolu. Tadeusz ożenił się z Karoliną Kaczkowską, córką generała Karola. Zmarł bezdzietnie.

## Odznaczenie
Oznaczony papieskim Orderem Piano i tureckim Orderem Medżydów. W 1874 otrzymał perski Order Lwa i Słońca II klasy.